# Gunungsitoli
Gunungsitoli è una città dell'Indonesia, situata nella provincia di Sumatra Settentrionale.

## Infrastrutture e trasporti
La città è servita dall'aeroporto di Binaka.